# Équipe de Belgique de hockey sur gazon en finale de la Ligue mondiale 2016-2017
Maillots
Chronologie
Saison précédente
Du 1er au 10 décembre 2017, l'équipe de Belgique de hockey sur gazon participe à la finale de la Ligue mondiale 2016-2017.

## Résumé de la saison
Le 3 novembre 2017, le sélectionneur national, Shane McLeod a communiqué, ce matin, la liste de 18 joueurs qui prendront part à la finale de la World League qui se déroulera, à Bhubaneswar, du 1er au 10 décembre. Une sélection dans laquelle on note les retours de John-John Dohmen et de Dorian Thiéry, dans le milieu du terrain, et l’intégration du jeune gantois Antoine Kina. Par rapport au groupe qui avait participé à l’Euro, à Amsterdam, en août dernier, quatre joueurs ne seront pas présents en Inde. Il s’agit de Felix Denayer, qui avait annoncé qu’il ne participerait pas au tournoi pour des raisons professionnelles, d’Alexander Hendrickx, d’Augustin Meurmans et de Loic van Doren.
Le 24 novembre 2017, Nicolas de Kerpel remplace Simon Gougnard, se plaignant d'une douleur à la cuisse.
Le 2 décembre 2017, la Belgique a parfaitement négocié sa première rencontre de la finale de la World League, à Bhubaneswar. Dans un Kalinga Stadium plutôt clairsemé, les joueurs de Shane McLeod ont proposé une prestation solide et constante face aux champions olympiques en titre. Cette revanche des Jeux de Rio a donc tourné à l’avantage des Red Lions qui n’ont jamais réellement été mis en difficulté avant les cinq dernières minutes de la partie (2-3).
Le 3 décembre 2017, après la belle victoire face à l’Argentine, samedi, les Red Lions souhaitaient confirmer leur bonne forme actuelle en remportant un nouveau succès face à l’Espagne, qui avait créé la surprise lors de son match inaugural en battant les Pays-Bas. Et face à la neuvième nation mondiale, les protégés de Shane McLeod n’ont jamais réellement été mis en difficultés face à leur adversaire du jour. Ils se sont imposés 5-0 et occupent, à présent, seuls, la tête de la poule A avant d’aborder leur dernière rencontre de groupe, mardi, face aux voisins néerlandais.
Le 5 décembre 2017, après avoir franchi sans encombre les deux premières rencontres de poule, les joueurs de Shane McLeod souhaitaient conclure avec panache la phase de groupe et atteindre les quarts de finale avec un sans-faute et neuf points au compteur. Et face aux Néerlandais, les Lions, même s’ils ont été mis sous pression durant les premières minutes, et un petit peu en fin de rencontre, ont proposé une nouvelle prestation sans faille et très concluante face à un adversaire qui n’a jamais trouvé la clé pour venir inquiéter Vincent Vanasch. La Belgique s’impose donc 3-0 après une nouvelle démonstration de maîtrise et d’efficacité et demeure la seule équipe à compter le maximum de points à l’issue de cette phase de groupe.
Le 6 décembre 2017, la Belgique trébuche face à l'Inde aux shoots-outs (3-2) après le partage (3-3) en quarts de finale de la finale de la compétition. Ils retrouveront l'Espagne en match pour la cinquième place, éliminée par l'Australie (4-1).
Le 9 décembre 2017, après la terrible déception du quart de finale perdu aux Shoot-Out face à l’Inde, la Belgique a conclu sa World League, à Bhubaneswar, en proposant une dernière prestation plutôt appliquée face à l’Espagne (1-0).
Le 10 décembre 2017, Victor Wegnez, meilleur jeune joueur et Loïck Luypaert, meilleur buteur sont récompensés.

## Effectif
L'effectif suivant de la Belgique.
Entraîneur :  Shane Mcleod
| Numéro | Joueur                | Date de naissance | Âge | Sélections |
| ------ | --------------------- | ----------------- | --- | ---------- |
| 3      | Jeremy Gucassoff (GB) | 3 décembre 1988   | 28  | 139        |
| 4      | Arthur van Doren      | 1er octobre 1994  | 22  | 120        |
| 6      | Dorian Thiéry         | 16 mai 1994       | 23  | 49         |
| 7      | John-John Dohmen      | 24 janvier 1988   | 29  | 339        |
| 8      | Florent van Aubel     | 25 octobre 1991   | 25  | 169        |
| 9      | Sébastien Dockier     | 28 décembre 1989  | 25  | 144        |
| 10     | Cédric Charlier       | 27 novembre 1987  | 29  | 260        |
| 11     | Amaury Keusters       | 1er octobre 1990  | 26  | 74         |
| 12     | Gauthier Boccard      | 26 août 1991      | 25  | 157        |
| 13     | Nicolas de Kerpel     | 23 mars 1993      | 24  | 19         |
| 15     | Emmanuel Stockbroekx  | 23 décembre 1993  | 23  | 123        |
| 17     | Thomas Briels (C)     | 23 août 1987      | 29  | 282        |
| 21     | Vincent Vanasch (GB)  | 21 décembre 1987  | 29  | 180        |
| 23     | Arthur de Sloover     | 3 mai 1997        | 20  | 24         |
| 24     | Antoine Kina          | 13 février 1996   | 21  | 10         |
| 25     | Loïck Luypaert        | 19 août 1991      | 25  | 176        |
| 26     | Victor Wegnez         | 25 décembre 1995  | 21  | 25         |
| 27     | Tom Boon              | 25 janvier 1990   | 27  | 234        |

## Les matchs
| Poule A                            | Argentine                 | 2 - 3   | Belgique                              | Kalinga Stadium Bhubaneswar, Inde                                   |                                                                     |
| 2 décembre 2017 12h00 heure locale | Casella 52e · Peillat 57e | (0 - 1) | 9e Luypaert · 51e Keusters · 56e Boon | Arbitrage : Ben de Young Dan Barstow Arbitre vidéo : Marcin Grochal | Arbitrage : Ben de Young Dan Barstow Arbitre vidéo : Marcin Grochal |
| 2 décembre 2017 12h00 heure locale | Rapport                   |         |                                       | Arbitrage : Ben de Young Dan Barstow Arbitre vidéo : Marcin Grochal | Arbitrage : Ben de Young Dan Barstow Arbitre vidéo : Marcin Grochal |

| Poule A                            | Belgique                                             | 5 - 0   | Espagne | Kalinga Stadium Bhubaneswar, Inde                                          |                                                                            |
| 3 décembre 2017 17h30 heure locale | Van Aubel 3e · Luypaert 38e, 57e, 59e · Charlier 58e | (1 - 0) |         | Arbitrage : Rawi Ambananthan Marcin Grochal Arbitre vidéo : Coen van Bunge | Arbitrage : Rawi Ambananthan Marcin Grochal Arbitre vidéo : Coen van Bunge |
| 3 décembre 2017 17h30 heure locale | Rapport                                              |         |         | Arbitrage : Rawi Ambananthan Marcin Grochal Arbitre vidéo : Coen van Bunge | Arbitrage : Rawi Ambananthan Marcin Grochal Arbitre vidéo : Coen van Bunge |

| Poule A                            | Belgique                     | 3 - 0   | Pays-Bas | Kalinga Stadium Bhubaneswar, Inde                                  |                                                                    |
| 5 décembre 2017 19h30 heure locale | Luypaert 19e, 30e · Boon 32e | (2 - 0) |          | Arbitrage : Javed Shaikh Dan Barstow Arbitre vidéo : Martin Madden | Arbitrage : Javed Shaikh Dan Barstow Arbitre vidéo : Martin Madden |
| 5 décembre 2017 19h30 heure locale | Rapport                      |         |          | Arbitrage : Javed Shaikh Dan Barstow Arbitre vidéo : Martin Madden | Arbitrage : Javed Shaikh Dan Barstow Arbitre vidéo : Martin Madden |

| Quarts de finale                   | Inde                                                             | 3 - 3             | Belgique                                                           | Kalinga Stadium Bhubaneswar, Inde                                       |                                                                         |
| 6 décembre 2017 19h30 heure locale | Gurjant 31e · Harmanpreet 35e · Rupinder 46e                     | (0 - 0)           | 39e, 46e Luypaert · 53e Keusters                                   | Arbitrage : Ben Göntgen Rawi Anbananthan Arbitre vidéo : Coen van Bunge | Arbitrage : Ben Göntgen Rawi Anbananthan Arbitre vidéo : Coen van Bunge |
| 6 décembre 2017 19h30 heure locale | Rapport                                                          |                   |                                                                    | Arbitrage : Ben Göntgen Rawi Anbananthan Arbitre vidéo : Coen van Bunge | Arbitrage : Ben Göntgen Rawi Anbananthan Arbitre vidéo : Coen van Bunge |
| 6 décembre 2017 19h30 heure locale | Harmanpreet · Lalit · Rupinder · Sumit · Akashdeep · Harmanpreet | Tirs au but 3 - 2 | Boccard · Stockbroekx · Wegnez · Van Doren · Van Aubel · Van Doren | Arbitrage : Ben Göntgen Rawi Anbananthan Arbitre vidéo : Coen van Bunge | Arbitrage : Ben Göntgen Rawi Anbananthan Arbitre vidéo : Coen van Bunge |

| Cinquième et sixième place         | Belgique   | 1 - 0   | Espagne | Kalinga Stadium Bhubaneswar, Inde                                    |                                                                      |
| 9 décembre 2017 17h15 heure locale | Dockier 4e | (1 - 0) |         | Arbitrage : Javed Shaikh Ben de Young Arbitre vidéo : Coen van Bunge | Arbitrage : Javed Shaikh Ben de Young Arbitre vidéo : Coen van Bunge |
| 9 décembre 2017 17h15 heure locale | Rapport    |         |         | Arbitrage : Javed Shaikh Ben de Young Arbitre vidéo : Coen van Bunge | Arbitrage : Javed Shaikh Ben de Young Arbitre vidéo : Coen van Bunge |

## Les joueurs
| Joueurs | Joueurs               |       |       |       |       |       | Matchs joués | Buts marqués |
| ------- | --------------------- | ----- | ----- | ----- | ----- | ----- | ------------ | ------------ |
| 3       | Jeremy Gucassoff (GB) | NC    | X     | NC    | NC    | NC    | 1            | 0            |
| 4       | Arthur van Doren      | X     | X     | X     | X     | X     | 5            | 0            |
| 6       | Dorian Thiéry         | X     | X     | X     | X     | X     | 5            | 0            |
| 7       | John-John Dohmen      | X     | X     | X     | X     | X     | 5            | 0            |
| 8       | Florent van Aubel     | X     | X ·   | X     | X     | X     | 5            | 1            |
| 9       | Sébastien Dockier     | 5     | 3     | 4     | 4     | 3 ·   | 5            | 1            |
| 10      | Cédric Charlier       | 4     | 4 ·   | 4     | 3     | 3     | 5            | 1            |
| 11      | Amaury Keusters       | X ·   | X     | X     | X ·   | X     | 5            | 2            |
| 12      | Gauthier Boccard      | X     | X     | X     | X     | X     | 5            | 0            |
| 13      | Nicolas de Kerpel     | 4     | 3     | 5     | 4     | 4     | 5            | 0            |
| 15      | Emmanuel Stockbroekx  | X     | X     | X     | X     | X     | 5            | 0            |
| 17      | Thomas Briels (C)     | X     | X     | X     | X     | X     | 5            | 0            |
| 21      | Vincent Vanasch (GB)  | X     | NC    | X     | X     | X     | 4            | 0            |
| 23      | Arthur de Sloover     | 5     | 4     | 4     | 5     | 4     | 5            | 0            |
| 24      | Antoine Kina          | 4     | 4     | 7     | 4     | 4     | 5            | 0            |
| 25      | Loïck Luypaert        | X ·   | X ·   | X ·   | X ·   | X     | 5            | 8            |
| 26      | Victor Wegnez         | X     | X     | X     | X     | X     | 5            | 0            |
| 27      | Tom Boon              | 4 ·   | 3     | 4 ·   | 4     | 3     | 5            | 2            |
| Total   | Total                 | Total | Total | Total | Total | Total | Total        | 15           |

Un « X » indique un joueur commence le match sur le terrain.